# Polychrus
Polychrus – rodzaj jaszczurek z rodziny z długonogwanowatych (Polychrotidae).

## Zasięg występowania
Rodzaj obejmuje gatunki występujące w Hondurasie, Gujanie, Surinamie, Nikaragui, Kostaryce, Panamie, Wenezueli, na Trynidad i Tobago, w Brazylii, Ekwadorze, Kolumbii, Peru, Paragwaju, Argentynie i Boliwii. 

## Systematyka

### Etymologia
- Polychrus (Polycrus): gr. πολυχροος polukhroos ‘wielobarwny, różnobarwny’, od πολυς polus ‘dużo, wiele’; χροα khroa, χροας khroas ‘wygląd’, od χρως khrōs, χρωτος khrōtos ‘cera, karnacja’[11].
- Ecphymotes (Ecphymatotes): gr. εκφυμα ekphuma ‘narośl’[12]; ους ous, ωτος ōtos ‘ucho’[13]. Typ nomenklatoryczny: Polychrus acutirostris Spix, 1825.
- Sphaerops: gr. σφαιρος sphairos ‘kula, piłka’, od σφαιροω sphairoō ‘zaokrąglony’[14]; ωψ ōps, ωπος ōpos „oblicze”[15]. Typ nomenklatoryczny: Polychrus anomalus Wiegmann, 1834 (= Polychrus acutirostris Spix, 1825).
- Chaunolaemus: gr. χαυνος khaunos ‘gąbczasty, porowaty’[16]; λαιμος laimos ‘gardło’[17]. Typ nomenklatoryczny: Polychrus multicarinatus Peters, 1870 (= Polychrus gutturosus Berthold, 1845).
- Polychroides: rodzaj Polychrus Cuvier, 1817; -οιδης -oidēs ‘przypominający’[18]. Typ nomenklatoryczny: Polychroides peruvianus Noble, 1924.

### Podział systematyczny
Do rodzaju należą następujące gatunki:
- Polychrus acutirostris Spix, 1825
- Polychrus auduboni (Hallowell, 1845)
- Polychrus femoralis Werner, 1910
- Polychrus gutturosus Berthold, 1846
- Polychrus jacquelinae Koch, Venegas, Garcia-Bravo & Böhme, 2011
- Polychrus liogaster Boulenger, 1908
- Polychrus marmoratus (Linnaeus, 1758) – długonogwan marmurkowy[19]
- Polychrus peruvianus (Noble, 1924)